# Ivo Pękalski
Ivo Pękalski (* 3. November 1990 in Lund) ist ein schwedischer Fußballspieler mit polnischen Wurzeln. Der Mittelfeldspieler gewann 2010 mit Malmö FF den schwedischen Meistertitel.

## Werdegang
Pękalski begann mit dem Fußballspielen bei Linero IF, wo er bis 2001 spielte. Anschließend schloss er sich der Jugendmannschaft des Lunds BK an, ehe er Anfang 2005 zu Landskrona BoIS wechselte. Im selben Jahr debütierte er in der schwedischen Schülernationalmannschaft, für die er in der Altersstufe U-15 drei Länderspielauftritte absolvierte. Auch in den folgenden Jahren lief er an der Seite der späteren Profispieler Jesper Florén, Astrit Ajdarevic und Jiloan Hamad in der Nachwuchsnationalmannschaft auf, während er sich auf Klubebene für die Männermannschaft empfahl. In der Zweitligaspielzeit 2007 debütierte er im Alter von 16 Jahren für den südschwedischen Klub im Profifußball, wo er auf Anhieb Fuß fasste und bei 22 seiner 26 Ligaeinsätze in der Startformation stand. In den anschließenden Spielzeiten reduzierten sich zwar seine Einsatzzeiten, dennoch hatte er höherklassig Interesse geweckt.
Im Juli 2009 wechselte Pękalski nach 56 Zweitligaspielen zu Malmö FF in die Allsvenskan. Hier spielte er zunächst lediglich in der Jugend- und Reservemannschaft, erst in der Erstligasaison 2010 etablierte er sich in der Profimannschaft. Er avancierte zum Stammspieler und trug mit einem Tor in 24 Spielen zum Gewinn des Meistertitels bei. Verletzungsprobleme in der folgenden Spielzeit bremsten ihn zeitweise aus, dennoch nominierte Nationaltrainer Erik Hamrén ihn neben etlichen weiteren Neulingen und seinen Malmöer Mannschaftskameraden Pontus Jansson, Mathias Ranégie, Jiloan Hamad, Johan Dahlin und Jimmy Durmaz als einen von zahlreichen schwedischen U-21-Nationalspielern für die Auftaktländerspiele der schwedischen Nationalmannschaft im Jahr 2012. Mitte Januar lud ihn Hamrén wieder aus, um ihm nach einer Operation im November mehr Regenerationszeit zu geben, und nominierte für ihn und den ebenfalls nicht mehr berücksichtigten Ranégie die Malmö-FF-Zugänge Simon Thern und Erik Friberg nach. In der folgenden Spielzeit schwankte er zwischen Stammformation und Ersatzbank, am Saisonende hatte er sich erneut als Stammspieler etabliert. Daraufhin rückte er erneut in den Fokus von Hamrén, beim King’s Cup Anfang 2013 trug er in beiden Spielen zum Titelgewinn bei. Die anschließende Spielzeit war von Verletzungen überschattet, lediglich ein Einsatz stand beim erneuten Meisterschaftsgewinn des Klubs für ihn zu Buche. 
Mit der Rehabilitierung bei Malmö war Pękalski unzufrieden, so dass er sich einerseits selber organisierte und andererseits sich zum Saisonende vom Klub – der ihn halten wollte – aufgrund seines auslaufenden Vertrages verabschiedete. Ende November 2013 verkündete der Göteborger Klub BK Häcken die Verpflichtung des Mittelfeldspielers.